# Райнах (Ааргау)
Райнах (нім. Reinach AG) — громада  в Швейцарії в кантоні Ааргау, округ Кульм.
Із загальної кількості 3728 працюючих 45 було зайнятих в первинному секторі, 1306 — в обробній промисловості, 2377 — в галузі послуг.

## Географія
Громада розташована на відстані близько 70 км на північний схід від Берна, 19 км на південний схід від Аарау.Райнах має площу 9,5 км², з яких на 28,3% дозволяється будівництво (житлове та будівництво доріг), 44,4% використовуються в сільськогосподарських цілях, 27% зайнято лісами, 0,3% не є продуктивними (річки, льодовики або гори).

## Демографія
2019 року в громаді мешкало 8781 особа (+10,4% порівняно з 2010 роком), іноземців було 41,5%. Густота населення становила 927 осіб/км².
За віковим діапазоном населення розподілялося таким чином: 20,1% — особи молодші 20 років, 60,6% — особи у віці 20—64 років, 19,3% — особи у віці 65 років та старші. Було 3778 помешкань (у середньому 2,3 особи в помешканні).